# Simpsonovi: Maggie zasahuje
Simpsonovi: Maggie zasahuje (anglicky Maggie Simpson in "The Longest Daycare" nebo The Simpsons: The Longest Daycare nebo jednoduše The Longest Daycare) je americký animovaný 3D komediální krátký film z roku 2012 založený na animovaném televizním seriálu Simpsonovi. Režisér byl David Silverman, hudbu vytvořil Hans Zimmer. Producenti filmu byli James L. Brooks, Al Jean, Matt Groening, Richard Raynis a Richard Sakai. Scénář napsal James L. Brooks, Al Jean, David Mirkin, Michael Price, Joel H. Cohen a Matt Groening, tvůrce seriálu Simpsonovi. Film byl vydán mezi 23. a 24. řadou seriálu Simpsonovi. Tento film byl nominován na filmovou cenu Oscar za nejlepší krátký animovaný film, ale cenu nevyhrál. Před samotným hlavním dějem filmu zazní „Pšššt“ s logem společnosti Gracie Films, samotný film je němý.
Na konci filmu jsou diváci upozorněni, že během tvorby filmu nebylo ublíženo žádným motýlům.

## Děj
Maggie Simpsonová v Mateřské školce Ayn Randové podstoupí vstupní test a zařízením Often-Wrong Technologies je vyhodnocena jako „průměrně inteligentní“. Maggie je umístěna do místnosti „Nic moc“. Do místnosti vletí dva motýli a Gerald je zabije. Maggie najde housenku a knihu, ve které je znázorněn životní cyklus motýla. Uvědomuje si, že se z housenky později stane motýl, a snaží se ji ochránit před Geraldem, aby motýla nezabil. Housenka se obaluje do kukly a začne se přeměňovat na motýla. Jakmile se z kukly vytvoří motýl, Maggie se snaží, aby motýl vyletěl ven z okna. Gerald motýla na první pohled zabije tím, že zatáhne žaluzie. Maggie dramaticky truchlí. Marge pak dorazí a vyzvedne ji ze školky. Později Gerald zjistí, že nezabil motýla, ale Maggie vhodila pod žaluzie svou mašličku. Po cestě ze školky Maggie vypustí motýla a je šťastná, že přelstila Geralda.

## Produkce
Dílo Simpsonovi: Maggie zasahuje vzniklo, když výkonný producent Simpsonových James L. Brooks navrhl natočit krátký film a uvést ho do kin před celovečerním filmem – podobně jako studio Pixar vytváří krátké filmy, které se hrají před celovečerními filmy. Chtěl, aby krátký film byl zábavným dárkem pro fanoušky Simpsonových. Al Jean uvedl: „Chtěli jsme (štáb) to udělat jen jako způsob, jak říct: ‚Vážíme si toho, jak moc lidé u seriálu zůstali a sledují ho už 25 let.‘.“. Brooks vybral Davida Silvermana, dlouholetého veterána seriálu a režiséra Simpsonových ve filmu (2007), aby na krátký film dohlížel. Silverman připsal Richardu Sakaiovi zásluhy za nápad vyrobit film ve stereoskopickém 3D. Důvody pro použití 3D považoval za „těžko popsatelné“ s tím, že šlo z velké části o experiment a zrodil se „z legrace“.
Skupina se poprvé sešla v březnu 2011 – tvořili ji Brooks, Silverman, Al Jean, David Mirkin, scenáristé Joel Cohen a Michael Price a tvůrce Simpsonových Matt Groening –, aby telefonicky předložila nápady na krátký film. Hned na začátku bylo rozhodnuto, že film bude zcela němý a hlavní postavou bude Maggie, a bylo rozhodnuto o prostředí mateřské školky. Jean napsal zpracování filmu a Silverman v červnu 2011 dokončil animovaný film s prvními příběhovými kotouči. V únoru následujícího roku se tým přeskupil, aby příběh strukturoval a zformuloval další nápady. S pomocí Brada Ablesona, Ericka Trana a Bena Lanea byly schváleny storyboardy a animace krátkého filmu a film vstoupil do výroby. Silverman sám animoval dva záběry, které se objevily ve výsledném filmu.
Silverman a jeho štáb začali na krátkém filmu pracovat v březnu 2012 a animaci dokončili v květnu po necelých deseti týdnech výroby. Svůj štáb považoval za „velmi zkušený“ a poznamenal, že na trojrozměrných záběrech spolupracoval se stereografem Ericem Kurlandem. Animovalo se obvyklým produkčním postupem Simpsonových, který zahrnoval zasílání záběrů do společnosti AKOM v Jižní Koreji, ale se zvýšeným důrazem na trojrozměrnost. Tým se snažil dokončit k odeslání do AKOMu deset scén týdně, které se po dvou týdnech v očištěné podobě vracely zpět. Záběry se pak skládaly dohromady ve Film Romanu. Většina stereoprvků pro 3D byla vybrána po očištění záběrů, zatímco s ostatními se manipulovalo v postprodukci pomocí After Effects. Krátký film byl nákladnější než průměrná epizoda televizního seriálu.

## Vydání
Krátký film Simpsonovi: Maggie zasahuje byl poprvé oznámen na konci finále 23. série, po dílu Líza a Lady Gaga, jenž byl odvysílán 20. května 2012. Bylo odhaleno, že krátký film bude uveden v kinech ve Spojených státech před promítáním filmu Doba ledová 4: Země v pohybu dne 13. července 2012. Stejně jako Simpsonovy, i Dobu ledovou 4 produkovala společnost 20th Century Fox. Dne 3. července 2012 byla zveřejněna upoutávka na krátký film Simpsonovi: Maggie zasahuje, která trvala přibližně pět sekund. Bylo to podruhé, co se postavy ze Simpsonových objevily na velkém plátně, protože v roce 2007 byl uveden snímek Simpsonovi ve filmu. Shodou okolností byl trailer k tomuto filmu poprvé připojen k promítání filmu Doba ledová 2: Obleva.
Krátký film ve 2D verzi ukázali producenti Simpsonových na panelu seriálu na mezinárodním Comic-Conu v San Diegu 14. července 2012.
Světovou televizní premiéru měl film na australské stanici Network Ten 17. února 2013 v 18.25, tedy 5 hodin před premiérou na stanici Fox v USA, ale o 16 hodin později v reálném čase kvůli rozdílům v časových pásmech, hned po epizodě Simpsonových V kůži Kirka van Houtena. Ve stejný den byl vysílán také ve Velké Británii na Sky 1 v 9.55, 12.00 a 19.30 a na Channel 4 ve 13.30. Téhož dne měl premiéru také v 19.55 na Prima Cool v České republice a ve 20.30 na FOX Brasil. 
17. ledna 2013 zveřejnila společnost FOX celý krátký film na svém účtu na YouTube, byl zde dostupný však pouze zhruba jeden den. Od 25. února 2013 byl snímek opět oficiálně veřejně volně přístupný na serveru YouTube. Během května či června 2020 bylo video označeno za soukromé, a tudíž veřejnosti nepřístupné. 29. května 2020 byl film přidán na placenou platformu Disney+.
Po nominaci na Oscara byl film Simpsonovi: Maggie zasahuje uveden spolu se všemi ostatními 15 krátkými filmy nominovanými na Oscara do kin společností ShortsHD.

## Přijetí
Krátký film Simpsonovi: Maggie zasahuje získal uznání kritiků. Mnoho filmových kritiků uvedlo, že tento krátký film byl lepší než samotná Doba ledová 4.
Claudia Puigová z USA Today tvrdila, že „krátký příběh je mnohem chytřejší a náladovější než jakákoli pasáž v Době ledové“. Podobně kritik Sun Heraldu Leigh Paatsch řekl, že krátký film „vykazuje veškerý vtip a kreativitu, která chyběla v Době ledové“. Amy Biancolliová ze San Francisco Chronicle poznamenala, že film je „dlouhý jen několik minut, ale těch několik minut se může pochlubit větší představivostí, patosem a napětím než celý následující film“. Joe Williams ze St. Louis Post-Dispatch napsal, že ačkoli se film odehrává ve školce, paradoxně se vyznačuje větší „uměleckou vyspělostí“ než Doba ledová 4.
Snímek byl chválen za to, že je humorný i emotivní. Puig a Biancolli krátký film označili za „zábavný“. Bill Goodykoontz z The Arizona Republic uvedl, že film je „úžasný – sladký, smutný, vtipný, překvapivý“, a Kristian Lin z Fort Worth Weekly řekl, že je „chytrý“ a „překvapivě dojemný“. Chris Hewitt napsal pro Pioneer Press, že interakce Maggie s Geraldem „je v animovaném filmu, který pokrývá více území, a to bez dialogů, než většina celovečerních filmů, zábavná a nakonec i dojemná“. Dále označil tento krátký film za „triumf vyprávění, tempa a humoru s velkým srdcem“.
A. O. Scott z The New York Times označil krátký film za „okouzlující 3D animák“, který je „vtipný, dojemný a úžasně výstižný“, a dodal, že „chytře kombinuje pestrobarevnou plochost televizního seriálu s triky trojrozměrného filmu. Také dodržuje (více než samotný televizní seriál) jedno ze zlatých pravidel animace: žádné mluvení.“ Tim Martain z The Mercury také označil film za „dojemný“ a Tom Russo z Boston Globe uvedl, že je „vítaným návratem do dob, kdy měli Simpsonovi v jádru více sentimentu a nešlo tolik o poslední várku nováčků z Ivy League, kteří si berou příklad z Griffinových“. Teresa Lopezová z TV Fanatic ve společné recenzi epizody V kůži Kirka van Houtena uvedla: „Simpsonovi: Maggie zasahuje je krásným animovaným dílem, které předvádí něžný příběh o naději v jinak bezútěšném prostředí. Mám pocit, že jediná chvíle, kdy Simpsonovi dokáží skutečně uplatnit nějakou kreativitu a hloubku, je v těchto krátkých filmech a během úvodní pasáže seriálu.“.